# Foolproof
Foolproof è un film del 2003 diretto da William Phillips, interamente girato in Canada. A fronte di un budget di quasi 8 milioni di dollari canadesi, il film incassò solamente 460.000 dollari in patria mentre negli Stati Uniti fu distribuito direttamente in versione home-video.

## Trama
Tre ragazzi (Kevin è un impiegato, Rob ripara elettrodomestici e Sam) si dilettano a progettare rapine perfette che però non eseguono. Un giorno vengono braccati dal famoso criminale Leo Gillete che gli ruba un piano per svaligiare una gioielleria e li costringe a collaborare per accaparrarsi un tesoro di obbligazioni custodite in una banca. Dapprima i giovani decidono di collaborare ma l'intesa pian piano diventerà più complicata.